# The Seeds of Doom
The Seeds of Doom (Las semillas de la condenación) es el sexto y último serial de la 13.ª temporada de la serie británica de ciencia ficción Doctor Who, emitido originalmente en seis episodios semanales del 31 de enero al 6 de marzo de 1976. Se enmarca en la etapa influida por el terror gótico del productor Philip Hinchcliffe y el editor de guiones Robert Holmes.

## Argumento
En una expedición en la Antártida, dos científicos encuentran una extraña vaina enterrada en la nieve. Cuando la llevan a investigar, pronto la identifican como de origen vegetal, y que debe haber estado enterrada en el hielo cerca de veinte mil años. Mientras, en Londres, el Doctor recibe el encargo de la oficina de ecología mundial de que vaya a investigar la vaina. Y así se dirigirán hasta la Antártida. Mientras, la vaina, al ser colocada debajo de una lámpara encendida, comienza a expandirse, y cuando duermen, se abre de repente y de su interior sale un tentáculo que pica a uno de los científicos dormidos en un brazo. En ese momento, comienza a producirse una progresiva mutación en el científico. Cuando el Doctor y Sarah Jane Smith llegan, la infección ya está muy avanzada. A instancias del Doctor, vuelven al lugar donde encontraron la vaina, y tras excavar un poco más, encuentran otra vaina idéntica. De vuelta en la base, toman una muestra de sangre del enfermo, y descubren que ya no tiene plaquetas, sino schizophytas...

### Continuidad
En el serial aparece por última vez UNIT hasta su breve aparición en The Five Doctors (1983). Ninguno de los personajes regulares de UNIT aparecen en la historia, ya que Nicholas Courtney no estaba disponible para el personaje del Brigadier Lethbridge-Stewart.

## Producción
| Episodio          | Fecha de emisión      | Duración | Espectadores en millones | Estado en el archivo  |
| ----------------- | --------------------- | -------- | ------------------------ | --------------------- |
| Episodio 1        | 31 de enero de 1976   | 24:10    | 11,4                     | Cinta original en PAL |
| Episodio 2        | 7 de febrero de 1976  | 24:09    | 11,4                     | Cinta original en PAL |
| Episodio 3        | 14 de febrero de 1976 | 24:51    | 10,3                     | Cinta original en PAL |
| Episodio 4        | 21 de febrero de 1976 | 24:26    | 11,1                     | Cinta original en PAL |
| Episodio 5        | 28 de febrero de 1976 | 25:06    | 9,9                      | Cinta original en PAL |
| Episodio 6        | 6 de marzo de 1976    | 21:51    | 11,5                     | Cinta original en PAL |
| [ 2 ] [ 3 ] [ 4 ] |                       |          |                          |                       |

El autor de serial fue el celebrado guionista televisivo Robert Banks Stewart, que en este cuento ecológico de flora desenfrenada se inspiró en Kew Gardens, así como en su conexión familiar con el botánico Joseph Banks. Tras una larga trayectoria en Doctor Who, esta fue la última historia dirigida por Douglas Camfield.
El rodaje de exteriores en la finca de Chase se hizo en Athelhampton House, en Athelhampton, Dorset. Este es el tercer serial de la historia de Doctor Who en el que se rodaron exteriores en video en lugar de en película, los dos anteriores fueron Robot y The Sontaran Experiment. El 7 de diciembre de 1975, mientras se rodaba la última escena junto a la TARDIS, la cabina se derrumbó encima de Elisabeth Sladen. Era la cabina original que se había usado en el programa desde 1963.
Unas semanas antes de la emisión original del serial, la cinta original del primer episodio desapareció. Cundió el pánico, y el productor Philip Hinchcliffe tuvo la idea de reeditar el segundo episodio para permitir que la historia comenzara en este punto, pero la cinta finalmente apareció a tiempo. La habían colocado en un sitio incorrecto en el archivo, al parecer porque la habían numerado mal.

## Emisión y recepción
The Seeds of Doom fue uno de los seriales de Doctor Who que atrajeron las críticas de Mary Whitehouse por su violencia gráfica. Ella escribió: "Estrangulación, por mano, por garras, por obscena materia vegetal, es el último truco... contiene parte del material más horrible y enfermizo". Como respuesta, la BBC afirmó que Doctor Who estaba dirigido a familias, no sólo a niños.

## Lanzamientos comerciales
The Seeds of Doom se publicó en un doble VHS en 1994 en Reino Unido. En Norteamérica se publicó en un solo VHS. La publicación en DVD se hizo en 2010 en Reino Unido y en 2011 en Estados Unidos. La música del serial se publicó en el CD Doctor Who: Terror of the Zygons.